# 박병윤
박병윤(朴炳潤, 1941년 4월 19일~2022년 9월 14일)은 대한민국의 언론인이자 정치인이다. 한국일보 대표이사 사장과 제16대 시흥시 국회의원을 지냈다. 2004년 노무현 대통령 탄핵 소추에 참여하였고, 이후에 열린 제17대 총선에서 새천년민주당으로 다시 공천을 받았으나, 탄핵 역풍에 의한 지지도 하락과 조순형 대표의 비대위 측과 추미애 선대본부장 측의 내분으로 선대위의 기능이 마비되면서 선거운동에 어려움을 겪자 2004년 4월 1일 여의도 중앙당사에서 기자회견을 열어 임창열(오산), 강득구(안양 만안), 전종렬(인천 연수), 이태복(서울 구로을), 조동회(서울 은평 갑), 김충일(서울 중랑을) 위 6명의 예비후보와 함께 공천 반납과 총선 불출마를 선언하였다.

## 학력
- 목포고등학교 졸업
- 서울대학교 상과대학 경제학 학사
- 서울대학교 경영대학원 경영학 석사

## 경력
- 1965: 육군 소위전역 (ROTC 1기)
- 1965: 한국일보 기자
- 1977: 서울경제신문 정경부 차장
- 1980: 한국일보 경제부 부장대우
- 1983: 한국일보 경제부 부장
- 1987: 한국일보 편집국 부국장
- 1988: 서울경제신문 편집국 국장
- 1991: 한국일보 이사대우 편집국장
- 1992: 한국신문편집인협회 운영위원장
- 1993: 서울경제신문 이사, 상무, 전무겸 주필
- 1993: 신경제추진위원
- 1997: 서울경제신문 편집인 겸 대표이사부사장
- 1997: 주택은행 사외이사
- 1997: 대통령 비상경제 대책자문위원회 위원
- 1998: 한국일보 대표이사사장 겸 발행인
- 1998: 국제언론인협회(IPI) 한국위원회 이사
- 1998: 아시아신문재단(PEA) 한국위원회 이사
- 1998: 한국중견기업연합회 고문
- 1999: 한국일보 상임고문
- 1999-2000: 한국일보 부회장
- 2000: 새천년민주당 경기도 시흥지구당 위원장, 정책위원회 부의장
- 2000: 제16대 국회의원, 국회재정경제위원회 위원
- 2002: 새천년민주당 정책위원회 의장
- 2003: 새천년민주당 예산결산특별위원회 간사
- 2007: JBS 일자리방송 회장

## 수상
- 은관문화훈장
- 전문직 여성클럽한국연맹 주관 골드어워드

## 저서
- 박병윤. 《제4차 일자리혁명》. 행복에너지. 2015년 8월. ISBN 9791156022718
- 박병윤. 《바보야, 문제는 일자리야!》. 연장통. 2013년 5월. ISBN 9788996649892
- 박병윤. 《한국 경제 위기뒤에 찬스있다》. 에디터. 2002년 1월. ISBN 9788985145602
- 박병윤. 《코페르니쿠스적 전환》. 지식산업사. 2000년. ISBN 8942370136
- 박병윤. 《경제살리기에 바친 마지막 선택》. 에디터. 2000년 3월. ISBN 9788985145398
- 박병윤. 《경제를 살리자》. 한국문원. 1997년 9월. ISBN 2007196004599
- '한국의 50대 재벌'
- '세금 전선 탈세 재벌과 정치'
- 기타 논문 및 기고 약 100여편

## 역대 선거 결과
| 실시년도 | 선거   | 대수 | 직책     | 선거구      | 정당         | 득표수   | 득표율          | 순위 | 당락 | 비고 |
| -------- | ------ | ---- | -------- | ----------- | ------------ | -------- | --------------- | ---- | ---- | ---- |
| 2000년   | 총선   | 16대 | 국회의원 | 경기 시흥시 | 새천년민주당 | 38,620표 | \| \| 40.07% \| | 1위  |      | 초선 |
|          | 40.07% |      |          |             |              |          |                 |      |      |      |

## 같이 보기
- 시흥시 (선거구)
- 시흥시의 국회의원